# Eikenvuurzwam
De eikenvuurzwam (Fomitiporia robusta) is een schimmel behorend tot de familie Hymenochaetaceae. Hij komt voor in loof- en gemengde bossen en parken. Hij groeit meestal op de zomereik op de dikke takken en stammen van monumentale eiken in stadia van
stilstand en verval. De vruchtlichamen zitten meestal hoog in levende bomen en kan op moment van omvallen nog enige tijd op dood hout verder leven. Deze necrotrofe parasiet komt minder vaak voor op andere loofbomen zoals op beuk, meidoorn en robinia.

## Kenmerken
Vruchtlichaam
Het vruchtlichaam is meerjarig, hard en houtachtig. Het komt alleen voor of in groepen waar aangrenzende vruchtlichamen soms samen groeien. Een enkel individu heeft een halfronde, hoef- of klontvorm, met een breedte van 30 cm en een dikte van 20 cm. Het groeit zijwaarts naar de grond. Het bovenoppervlak is ongelijk, soms duidelijk heuvelachtig, meestal gebarsten en breed, concentrisch gezoneerd. Aanvankelijk is het licht fluweelachtig of vilt en gelig, dan naakt en donkerder en donkerder - donkerrood, olijfgroen, grijsbruin tot bijna zwart. De rand is dof, breed, rond, licht golvend en altijd lichter - geelachtig.
Hymenofoor
Buisvormig, bruin bij jonge exemplaren, grijsbruin bij oudere. De buisjes hebben een lengte van (2-) 3-5 (-7) mm. Ze zijn iets lichter gekleurd dan het vruchtvlees. Ze vormen vele lagen, duidelijk gescheiden door dunne scheurlagen. Ronde en zeer fijne poriën, diameter 0,15 tot 0,25 mm, 5 a 6 per 1 mm. Aanvankelijk geelbruin, daarna donkerbruin of licht kaneel en vaak bemost. Oude poriën raken vaak overgroeid met bruin mycelium. Het heeft een vage geur en onduidelijke smaak.
Pulp
Zeer hard en houtachtig, licht gezoneerd, zwart wordend onder de KOH-behandeling. Het is tot 8 cm dik, zijdeglans, de kleur is aanvankelijk geelroest, dan roestig kaneel.
Microscopische kenmerken
De basidia zijn 8-11 × 5-6 µm. Het hymenium bevat talrijke dunwandige, hyaliene cystiden (?) met een lengte van 25 tot 40 µm, 8 tot 9,5 µm aan de basis en 1,5 tot 2 µm aan de top. Het heeft een witte sporenafscheiding. De sporen zijn bolvormig tot breed eivormig of traanvormig, met een licht spitse basis, glad, kleurloos, dikwandig met afmetingen van 6,5–8,5 × 5,5–7 µm .

## Verspreiding
De eikenvuurzwam komt voor in Noord-, Midden- en Zuid-Amerika, Europa, Azië en Nieuw-Zeeland. 
In Nederland komt hij vrij algemeen voor. Hij staat op de rode lijst in de categorie 'kwetsbaar'.